# 三道河水库 (本溪)
三道河水库是中国辽宁省本溪市境内的一座水库，位于太子河支流小夹河上，建于1972年。水库正常库容为2300万立方米，集雨面积为77平方千米，海拔为250米。